# (2418) Voskovec-Werich
(2418) Voskovec-Werich (1971 UV) – planetoida z grupy pasa głównego asteroid okrążająca Słońce w ciągu 5,51 lat w średniej odległości 3,12 au. Odkryta 26 października 1971 roku.